# Polyrhachis glabrinota
Polyrhachis glabrinota är en myrart som beskrevs av Clark 1930. Polyrhachis glabrinota ingår i släktet Polyrhachis och familjen myror. Inga underarter finns listade i Catalogue of Life.